# Bases de Segòvia
Bases de Segòvia és un document redactat a Segòvia per l'Assemblea de Diputacions Castellanes els darrers dies del mes de gener de 1919 amb la previsió d'elaborar les anomenades Lleis de Castella que apropessin Castella, en alguns aspectes, cap a una «mancomunitat».

El diario El Adelantado de Segovia definia així les inquietuds de l'esdeveniment: 
| « | el proyecto de las Diputaciones castellanas, en su sentido total, constituye una obra de reflexión y de acierto, marca un máximum de aspiraciones (...) pero de llegar a implantarse la autonomía regional, creemos que en Segovia se habrá construido el molde donde habrá de vaciarse la futura concepción de legislador. | » |

Alguns dels acords adoptats, entre d'altres, per l'Assemblea de Diputacions Castellanes reunida a Segòvia el 1919 eren: aixecar un monument al monòlit als Comuners que recordés els líders de la revolta de les Comunitats de Castella; crear una oficina o servei tècnic capacitat per contribuir a la informació dels representants d'Agricultura a la Junta d'Aranzels i Valoracions; i l'organització per part de les diputacions d'una assegurança contra la calamarsa.